# Slotslen
 Denne artikel bør gennemlæses af en person med fagkendskab for at sikre den faglige korrekthed.
    Artiklen er hovedsageligt baseret på en kilde  om Sverige-Finland. Har indsat en ref om danske forhold til inspiration

Et slotslen eller hovedlen (svensk: slottslän) var det geografiske område, der i Middelalderen blev anvendt til en borgs underhold. 
Lenene var opdelt i regnskabslen, afgiftslen og tjenestelen. I et regnskabslen eller fadeburslen fik lensmanden et årligt vederlag for at varetage lenet, mens resten af lenets indtægter gik til Kronen. I et afgiftslen skulle lensmanden svare en vis sum i penge og naturalier og kunne beholde resten af lenets indkomster. Et tjenestelen var fritaget for afgift og blev givet som belønning. Kronen kunne låne af rige stormænd ved at sætte et len i pant, et pantelen, hvorefter lensmanden fik lenets indtægter indtil Kronen kunne indløse pantet eller pantetiden var udløbet.

## Danmark-Norge
De første danske slotslen eller hovedlen blev oprettet under Valdemar Sejr, men betegnelsen slotslen blev ikke så almindelig som i Sverige-Finland. I Norge var betegnelsen slotslen ligeså almindelig som i Sverige.
I Danmark-Norge blev lenene afløst af amterne i 1662. De norske amter blev erstattede af fylkerne 1. januar 1919. De danske amter blev erstattede af regionerne den 1. januar 2007.

## Sverige-Finland
Slotslenene blev indført i Sverige-Finland i 1200–tallet af Birger jarl og Magnus Ladelås. Her var et slotslen ofte større end hvad, der krævedes til en borgs underhold. De svenske og finske slotslen blev afløst af almindelige len ved lensreformen i 1634.
Sverige er (med ændringer) stadigt i inddelt i len, der fra 1862 til 2020 blev styret af landsting (landstingsfullmäktige) og lensstyrelser (landshövdinge).
I Finland blev lenene den 1. januar 2010 erstattede af Finlands regionsforvaltninger, der ledes af overdirektører. Landskabet Åland er stadigt et len, hvor Statens ämbetsverk på Åland ledes af en landshøvding.